# Archäologisches Museum Warna
Das Archäologische Museum Warna (bulgarisch: Варненски археологически музей, Transkription: Warnenski archeologitcheski musej) ist ein archäologisches Museum in der Stadt Warna an der bulgarischen Schwarzmeerküste. Das traditionsreiche Museum, das zu den ältesten Museen Bulgariens zählt, wurde 1887 von den Brüdern Hermann und Karel Škorpil gegründet.

## Ausstellungen
Zu den spektakulärsten Ausstellungsstücken zählen unter anderem die aus der Kupferzeit stammenden Goldbeigaben aus dem Gräberfeld von Warna im Westen der Stadt, in dem 1972 das weltweit älteste bisher entdeckte bearbeitete Gold gefunden wurde, das auf die Zeit zwischen 4600 und 4200 v. Chr. datiert wurde. Diese weltweit einzigartige europäische Warna-Kultur, welche in der Kupferzeit technisch so fortgeschritten war, dass sie Gold gewinnen und bearbeiten konnte, wurde nach ihrem Entdeckungsort benannt.
Die Sammlungen sind in folgende Themenbereiche und Epochen aufgeteilt:
Vor- und Frühgeschichte
- Saal 1: Paläolithikum (Altsteinzeit) und Mesolithikum (Mittelsteinzeit): bis zum 8. Jahrtausend v. Chr.
- Saal 2: Äneolithikum (Kupferzeit): 5. Jahrtausend und zweite Hälfte des 5. Jahrhunderts  v. Chr.
- Saal 3: Thrakische Kunst: 3200 v. Chr. bis 500 v. Chr.
- Saal 4 bis 7: Kupferzeitliche Nekropole von Warna: 4400 bis 4200 v. Chr.

Antike
- Saal 8: Gründungsgeschichte von Odessos: 6. bis 4. Jahrhundert v. Chr.
- Saal 9: Odessos während der hellenistischen Zeit: Mitte des 4. Jahrhunderts v. Chr. bis Mitte des 1. Jahrhunderts v. Chr.
- Saal 10 bis 12: Religion und Bestattungsrituale: 1. bis 4. Jahrhundert
- Saal 13: Schmuck: 4. bis 6. Jahrhundert
- Saal 14 und 15: Odessos während der römischen Zeit: 1. bis 3. Jahrhundert
- Saal 16: Antike Kunst: 5. Jahrhundert v. Chr. bis 3. Jahrhundert n. Chr.
- Saal 17: Odessos und seine Umgebung in der Spätantike: 4. bis 7. Jahrhundert
- Saal 18: das frühchristliche Odessos: 4. bis 7. Jahrhundert

Mittelalter
- Saal 22 bis 23: Die Region von Warna während der Zeit des Ersten Bulgarischen Reiches: 7. bis 11. Jahrhundert
- Saal 24: Die Wiedergeburt des städtischen Lebens in Warna:
- Saal 25: Warna während der Zeit des Zweiten Bulgarischen Reiches: 12. bis 14. Jahrhundert
- Saal 26 bis 28: Warna in der Zeit zwischen 14. und 18. Jahrhundert: 14. bis 14. Jahrhundert
- Saal 29: Mittelalterlicher Schmuck: 13. bis 14. Jahrhundert

Christliche Kunst
- Saal 31: Sakrale Geräte aus der Zeit zwischen 17. und 19. Jahrhundert: 17. bis 19. Jahrhundert
- Saal 32: Ikonen aus der Zeit zwischen 16. und 18. Jahrhundert: 16. bis 18. Jahrhundert
- Saal 33 bis 34: Ikonen aus dem Gebiet der bulgarischen Schwarzmeerküste: 19. Jahrhundert
- Saal 35 bis 36: Ikonen der Ikonenmaler der sog. Trjawna-Schule (bulg.тревненски зографи): 19. Jahrhundert
- Saal 35 bis 36: Schnitzerei der sog. Trjawna-Schule (bulg.тревненски майстори): 19. Jahrhundert

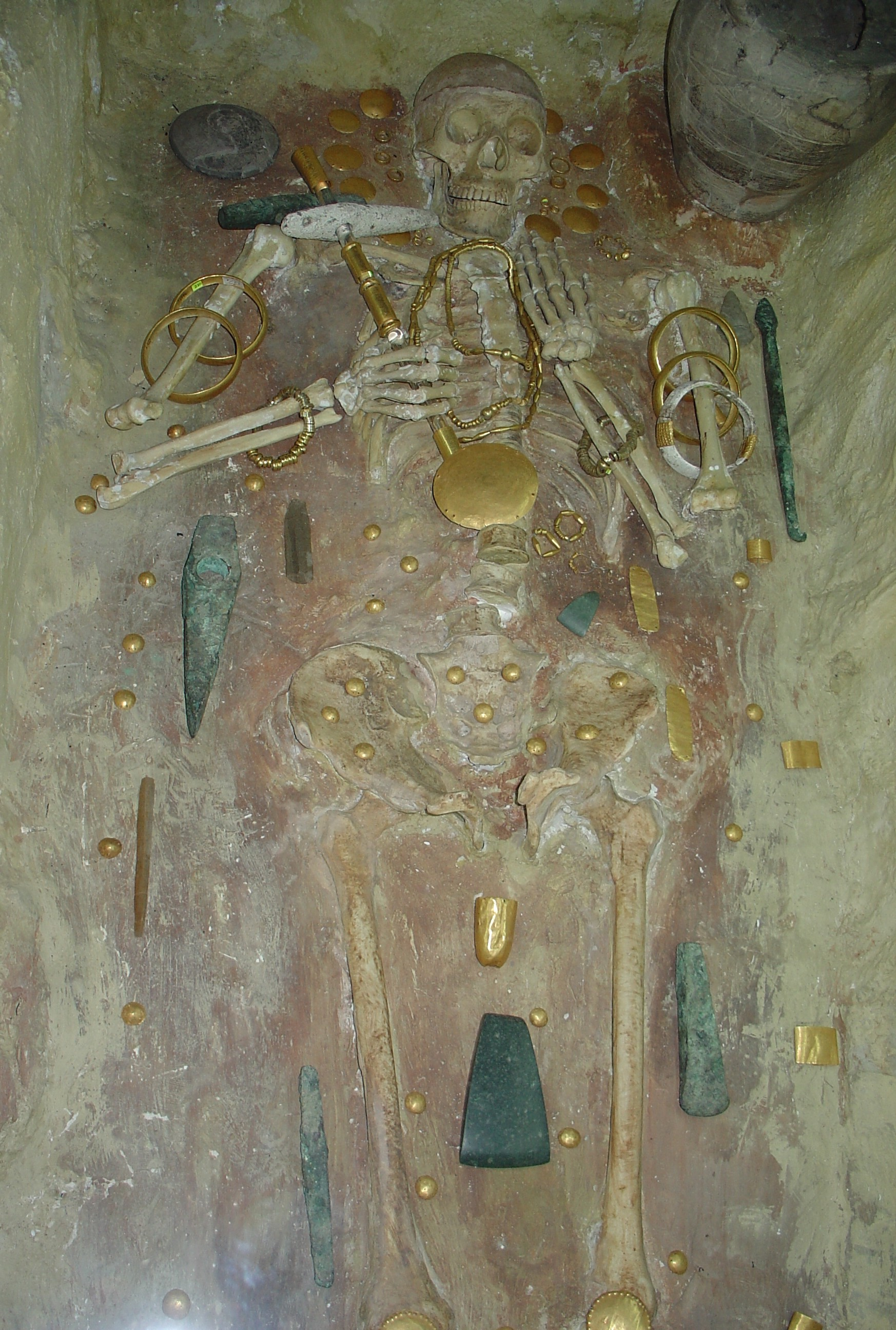
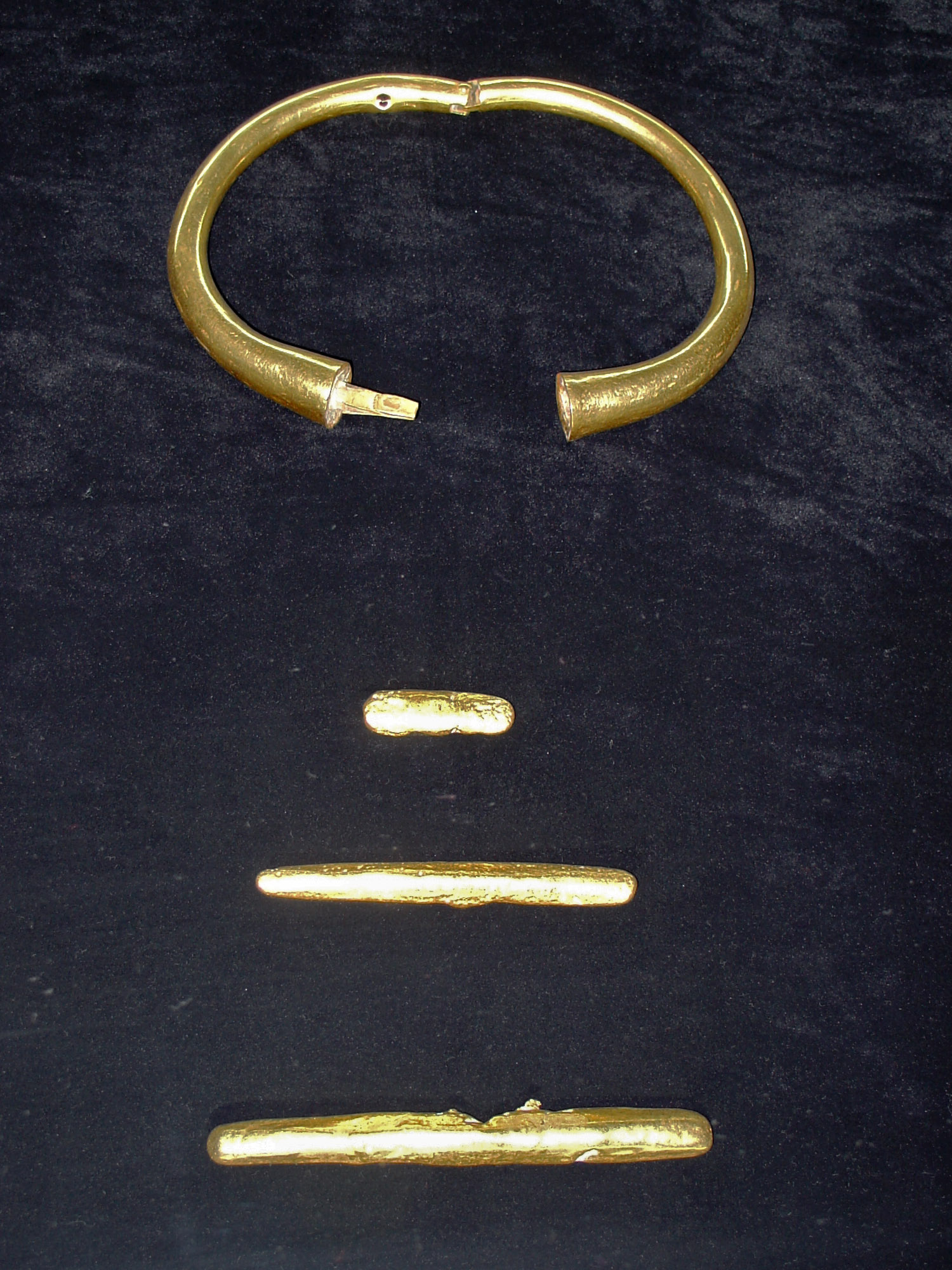
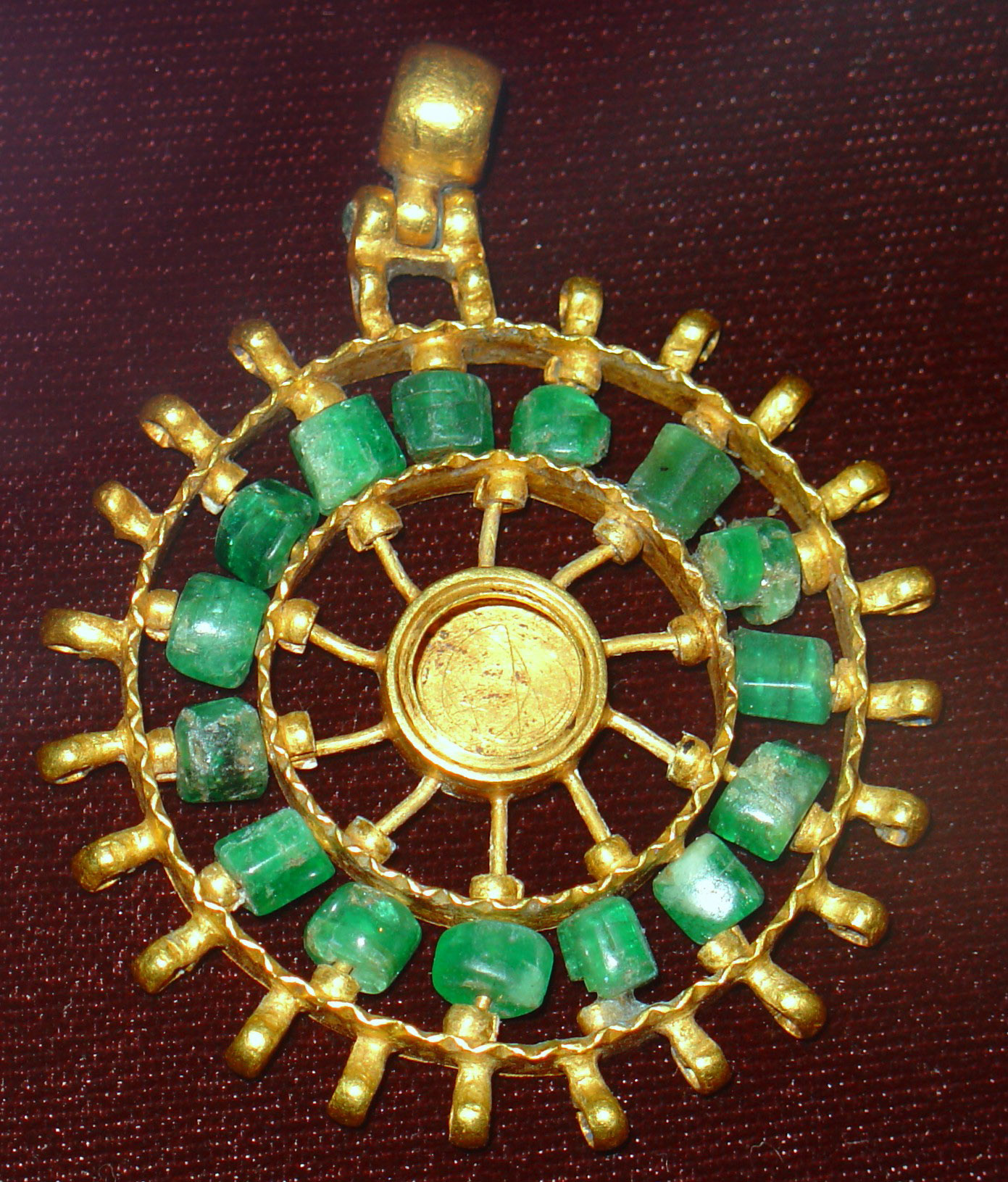
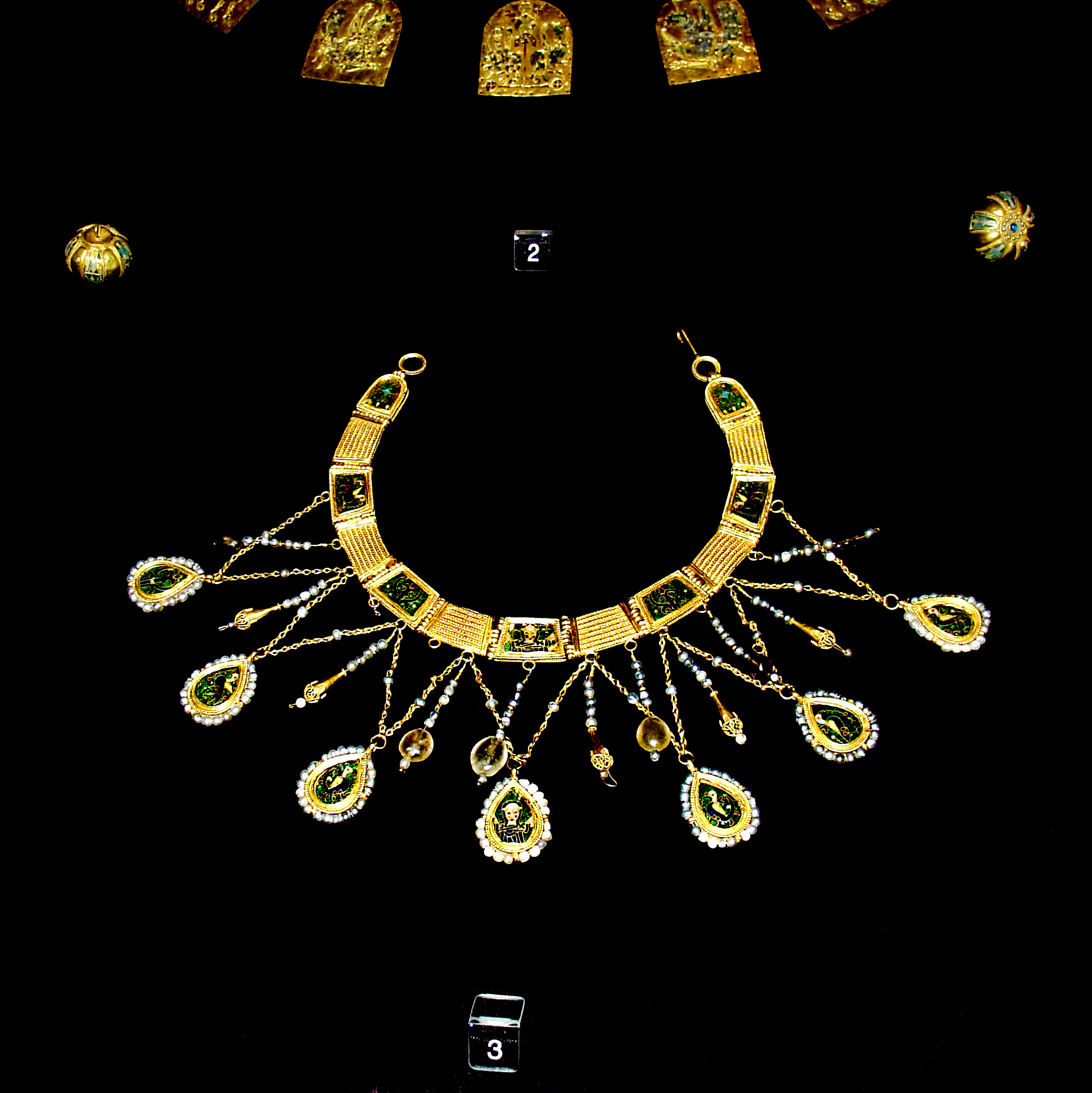
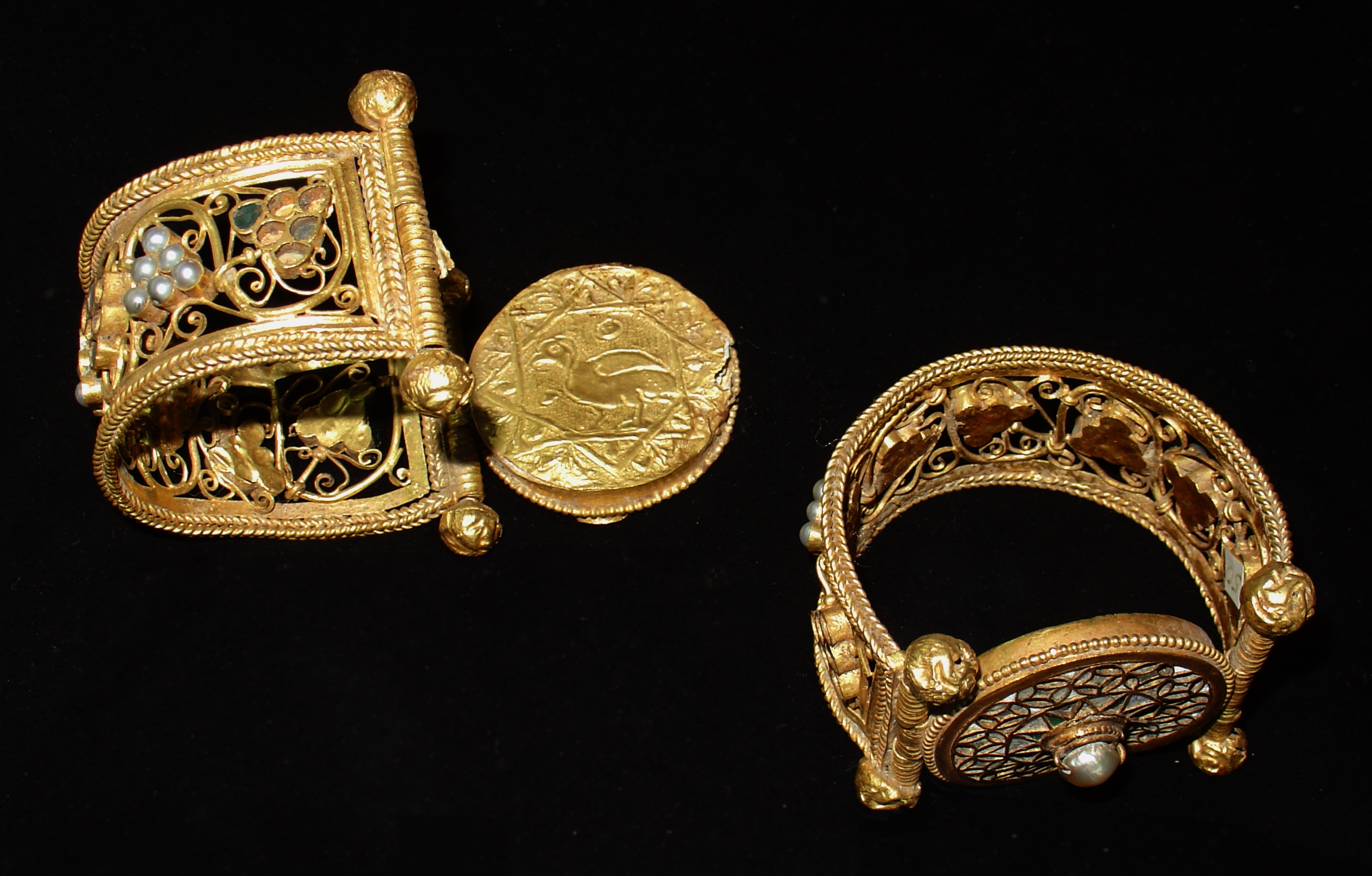
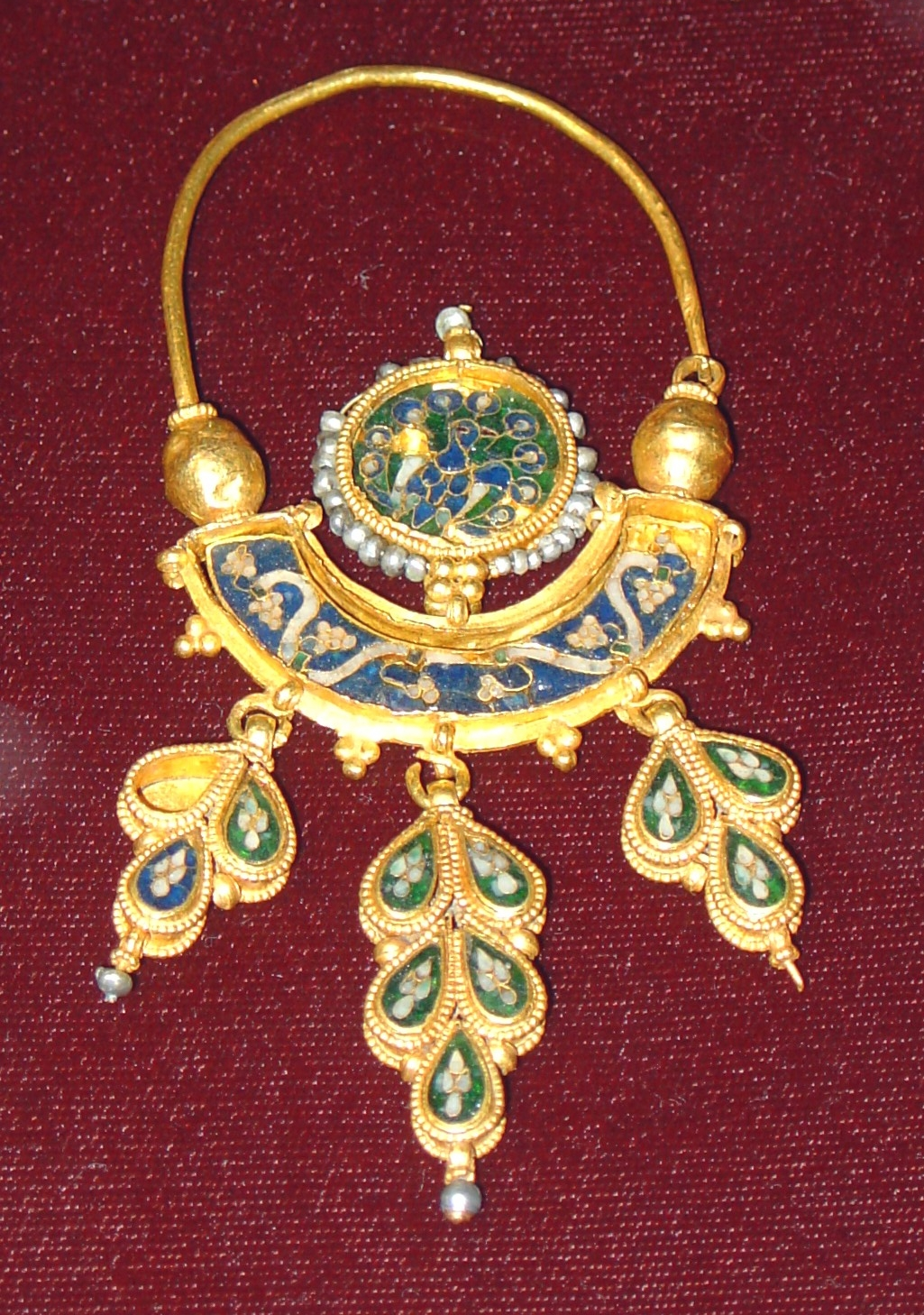
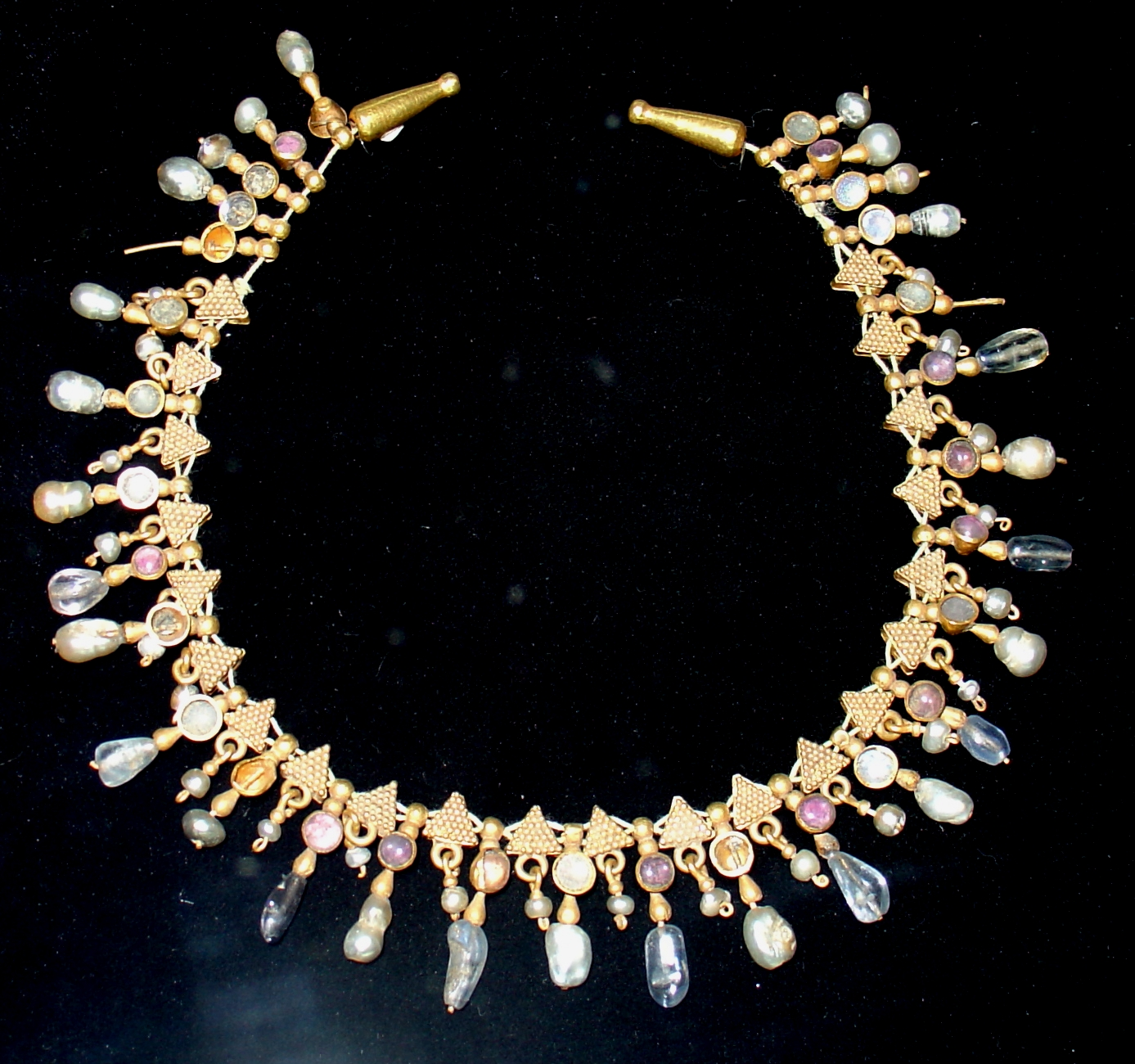
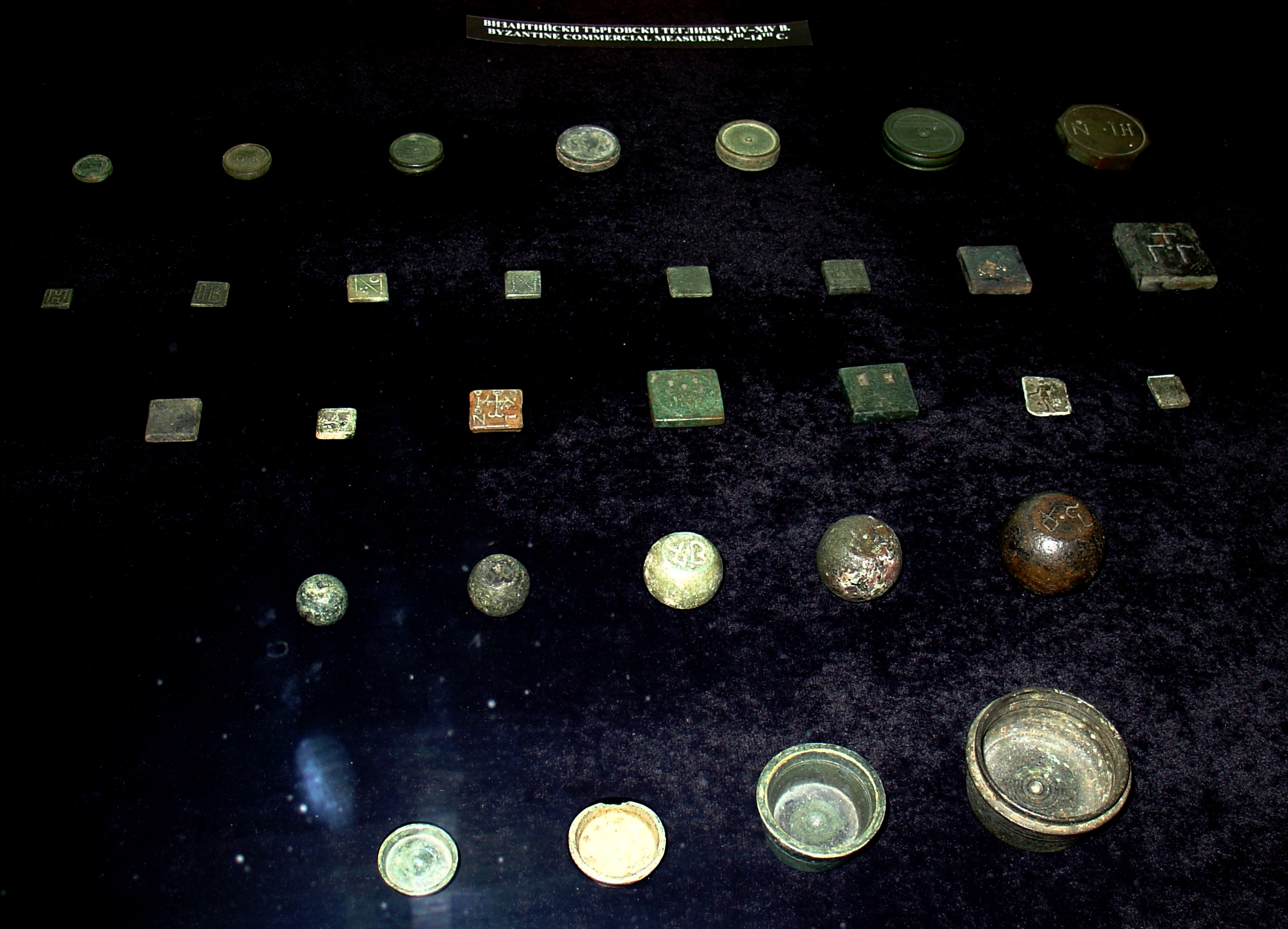
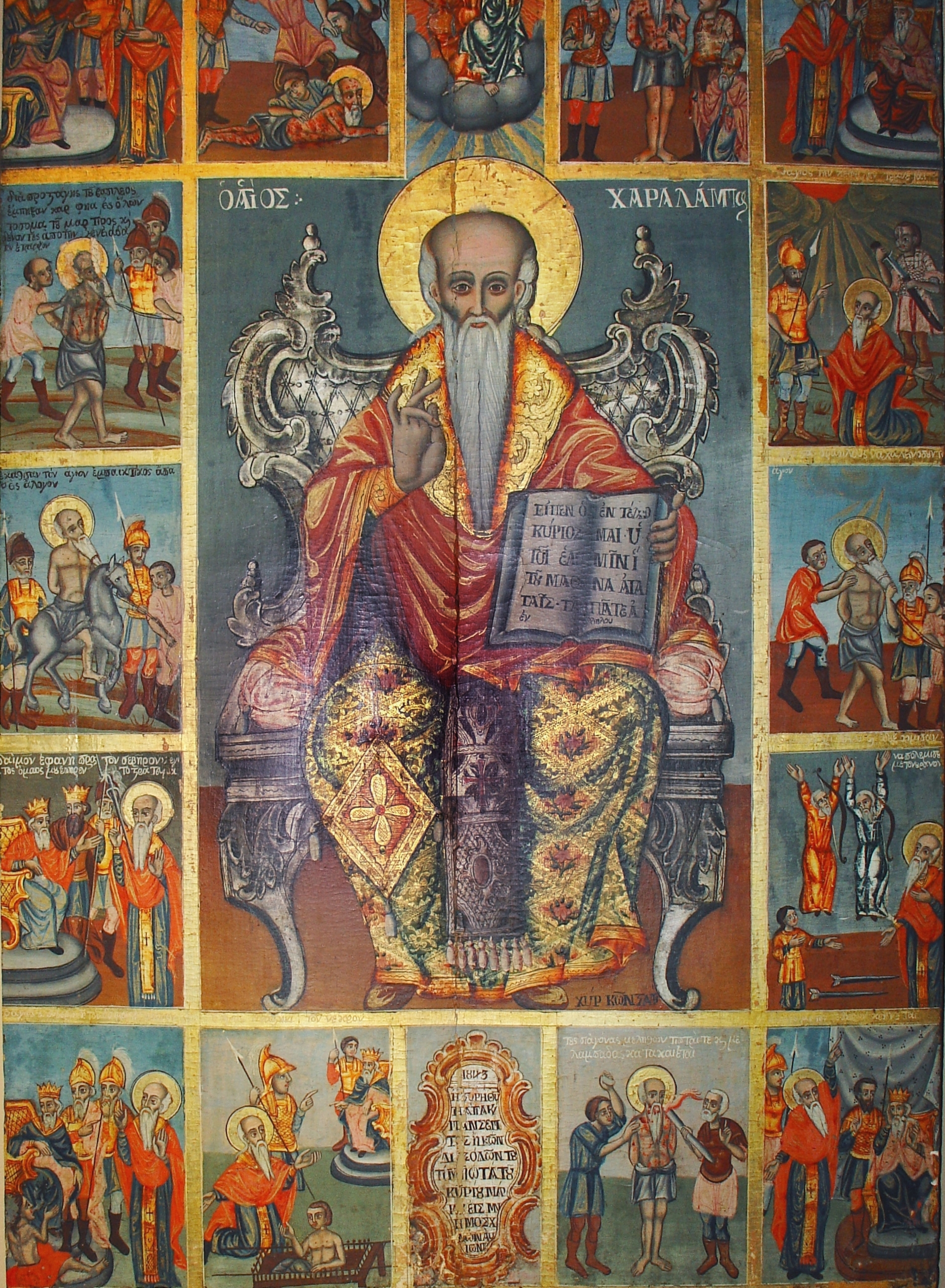
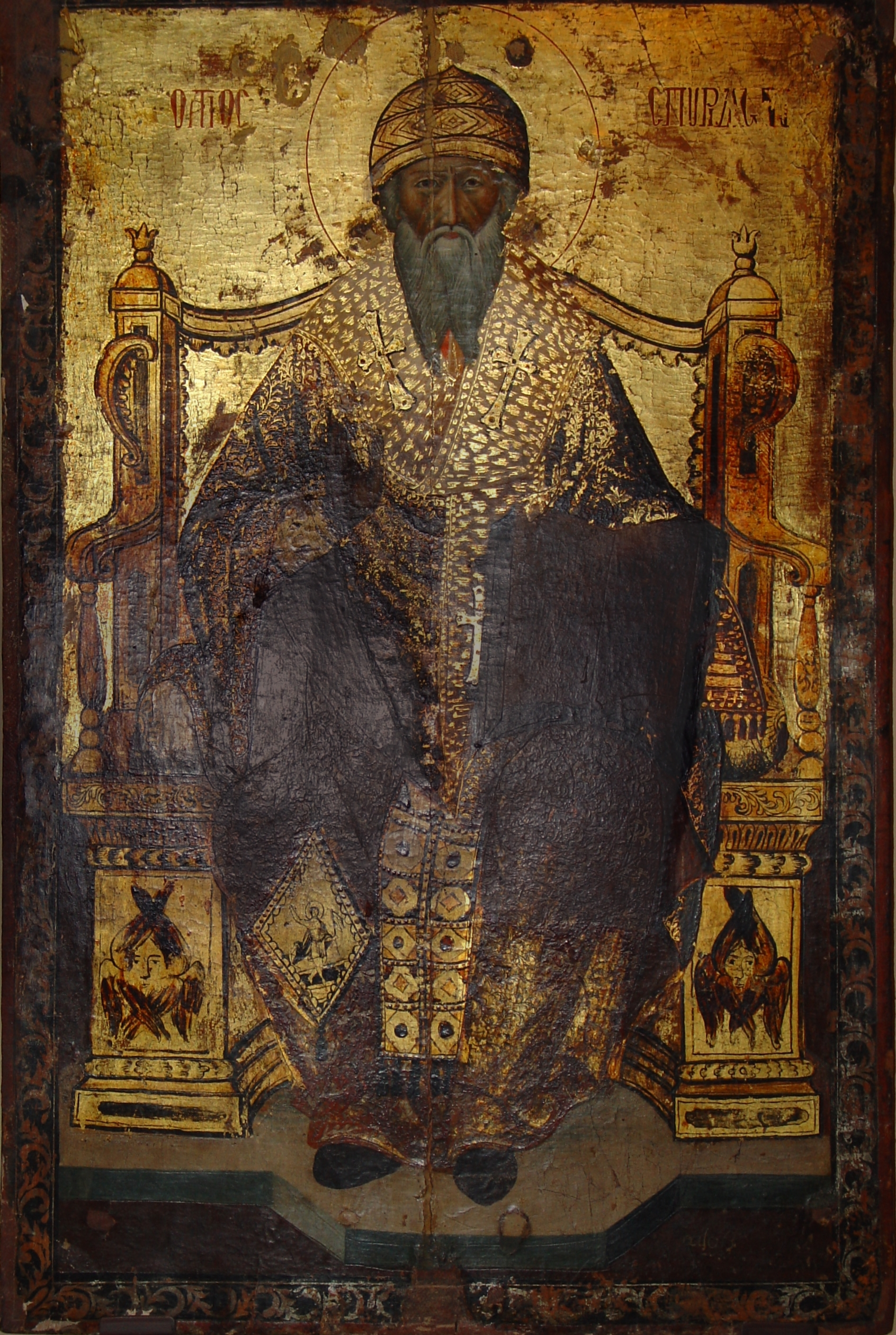